# Gorgo (film)
Gorgo è un film del 1961 diretto da Eugène Lourié, terzo capitolo della sua cosiddetta "trilogia dei dinosauri", di cui fanno parte anche Il risveglio del dinosauro e Il drago degli abissi.

## Trama
L'equipaggio del battello "Triton", approdato alla fonda per un'avaria, si dirige in un vicino villaggio, facendo la conoscenza di un bambino orfano del luogo, che racconta loro una strana storia di un drago marino, storia che trova riscontro e che spinge gli uomini alla cattura. La creatura viene portata in un circo londinese, malgrado l'indignazione di due paleontologi e del bambino stesso, divenendo un fenomeno mediatico nazionale, tanto da valerle l'appellativo di Gorgo.
Gli scienziati scoprono però si tratti di un cucciolo. Sua madre, tre volte più grande, guidata dalla traccia odorosa del proprio piccolo, dopo aver sterminato l'equipaggio del "Triton", raggiunge la capitale britannica. A nulla valgono le azioni delle forze armate per fermarla, poiché la creatura è protetta da una sorta di corazza, efficace anche contro i missili. Facendosi strada spietatamente per la City londinese, evento seguito dai media britannici, con tanto di commentatore sul campo, l'animale raggiunge finalmente la recinzione elettrificata dove il piccolo è tenuto in cattività, per quindi liberarlo e prendere insieme il largo.

## Produzione
Per l'animazione della creatura si è utilizzato una tecnica simile a quella usata nella filmografia giapponese, ovvero un costume calzato da un attore, il quale si muove in un ambiente riprodotto in scala. Lo scheletro mostrato dai paleontologi ai marinai appartiene, in realtà, a un dinosauro Iguanodon.
In Italia, il film nipponico Il figlio di Godzilla, fu re-intitolato, nella riedizione di fine anni '70, Il ritorno di Gorgo, classico mezzo della distribuzione italiana suggerire che si trattasse di un seguito della pellicola inglese la quale, ridistribuita anch'essa poco prima del citato film giapponese, aveva avuto un certo successo.
Sulla scia del successo internazionale della pellicola, si decise di pubblicare una serie di fumetti ispirati proprio al mostro del film. La trama di Gorgo verrà poi ripresa nel 1967 dal film Gappa: il mostro che minaccia il mondo.

## Curiosità
L'album MONO tono degli Skiantos, pubblicato nel 1978, ritrae nella copertina un fotogramma tratto dal film Gorgo.